# Roman Kučera
Roman Kučera (* 23. ledna 1964, Havlíčkův Brod) je český fotbalový trenér a bývalý pedagog, který v současné době působí jako asistent trenéra ve fotbalovém klubu FC Vysočina Jihlava. Jeho syn Tomáš Kučera je profesionální fotbalista.

## Trenérská kariéra
Svou trenérskou kariéru odstartoval v roce 1994 jako lodivod mužů A. třídního celku z Habrů v roce 1994, odkud po dvou letech přešel do nedalekého klubu TJ Jiskra Havlíčkův Brod. Zde vedl postupně mladší a starší žáky, aby později přešel k mužům, hrajícím v té době krajský přebor. Přestože po podzimní části sezóny Jiskra vedla soutěž, Kučera odešel po neshodách s vedením do SK Dekora Ždírec, který byl na opačném pólu téže soutěže. V jarní části sezóny dokázal tento klub vyvést ze sestupových míst a následující rok klub postoupil do divize.
Od roku 2002 působil u mládežnických týmů FC Vysočina Jihlava a postupně trénoval všechny mládežnické týmy od mladších žáků až po juniorský tým, ke kterému nastoupil v létě 2011. Zároveň v letech 2010 a 2011 vedl českou reprezentaci do 16 let, se kterou během svého krátkého působení vyhrál prestižní turnaj Bannikov Memoriál na Ukrajině. Jako ocenění za svou dlouholetou snahu vychovávat mladé talenty dostal v roce 2013 cenu pro nejlepšího trenéra v juniorské a dorostenecké kategorii . Za mnoho let u jihlavské mládeže mu prošlo pod rukama spousty ligových, ale i reprezentačních hráčů jako Matěj Vydra, Stanislav Tecl, Jan Kopic nebo Lukáš Masopust .
Zatím poslední kapitolu ve své trenérské knize napsal v září 2014, kdy se ujal mužů FC Vysočina Jihlava a nahradil tak po 9. kole Petra Radu. Tým krčící se na posledním místě tabulky se ziskem pouhých čtyř bodů následujících 6 zápasů neprohrál a získal celkem 14 bodů za 4 výhry a dvě remízy. Přemožitele našel až v posledním podzimním kole v podobě pražské Sparty. Během svého krátkého působení v Synot lize byl dvakrát nominován na trenéra měsíce. Po skončení podzimní části sezóny přijal pozici asistenta Luďka Klusáčka v FC Vysočina Jihlava.

## Úspěchy

### Trenérské
Česko U16
- 1. místo na Bannikov Memoriál 2010

FC Vysočina Jihlava U21
- Nejlepší trenér v dorostenecké a juniorské kategorii 2013